# Rujevac (Ljubovija)
Pour les articles homonymes, voir Rujevac.
Rujevac (en serbe cyrillique : Рујевац) est un village de Serbie situé dans la municipalité de Ljubovija, district de Mačva. Au recensement de 2011, il comptait 358 habitants.

## Démographie
| 1948 | 1953  | 1961  | 1971 | 1981 | 1991 | 2002 | 2011 |
| ---- | ----- | ----- | ---- | ---- | ---- | ---- | ---- |
| 971  | 1 045 | 1 001 | 896  | 767  | 646  | 522  | 358  |

|  |